# تیوکتال

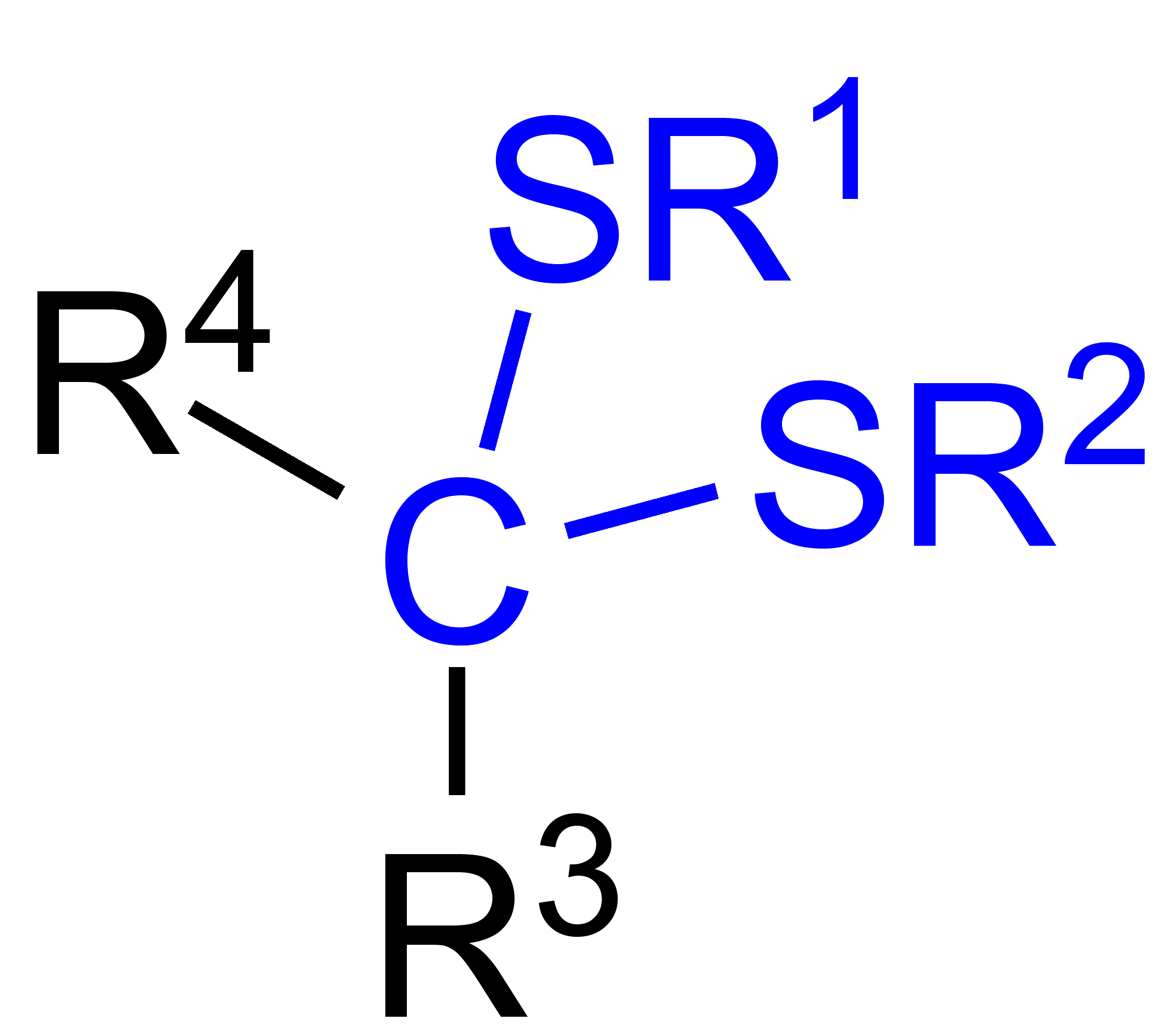
ساختار کلی تیوکتال‌ها که در آن R نشان دهنده یک زنجیر جانبی است.

تیوکتال‌ها(به انگلیسی: Thioketal) به دسته‌ای ترکیبات آلی گوگرد گفته می‌شود که دارای گروه عاملی مانند کتال‌ها هستند با این تفاوت که به جای اتم اکسیژن در آن، اتم گوگرد جایگزین شده است.